# クリス・ヒューズ (起業家)
クリス・ヒューズ（Christopher "Chris" Hughes、1983年 - ）はアメリカの起業家である。

## 経歴
ハーバード大学でマーク・ザッカーバーグと出会いFacebookを共同創設。 2008年アメリカ合衆国大統領選挙でバラク・オバマのソーシャルネットワークキャンペーンのオーガナイザーを務め、当選に導いた若者として有名。2012年3月にはアメリカの老舗政治誌「ニュー・リパブリック」の編集長に就任した。

## 人物
推定総資産は約443億円。2012年6月に公民権運動家で投資家のショーン・エルドリッジと同性結婚した。